# Nephodia clarigrisea
Nephodia clarigrisea är en fjärilsart som beskrevs av W. Warren 1901. Nephodia clarigrisea ingår i släktet Nephodia och familjen mätare. Inga underarter finns listade i Catalogue of Life.